# Bezaumont
Bezaumont é uma comuna francesa na região administrativa de Grande Leste, no departamento de Meurthe-et-Moselle. Estende-se por uma área de 4,26 km². Em 2010 a comuna tinha 268 habitantes (densidade: 62,9 hab./km²).